# Будет ласковый дождь (мультфильм)
«Будет ласковый дождь» — мультфильм по мотивам одноимённого постапокалиптического рассказа Рэя Бредбери из цикла «Марсианские хроники», снятый на студии «Узбекфильм» режиссёром Назимом Туляходжаевым в 1984 году и получивший ряд наград.

## Сюжет
Утром 31 декабря 2026 года робот в виде огромной руки накрывает стол и зовёт на завтрак всю семью — отца, мать, двоих детей и бабушку. Никого из них уже нет в живых — после глобальной катастрофы в кроватях лежат силуэты матери и отца из пепла. В детской комнате — то же самое: сестра и брат превратились в такие же силуэты. В кресле бабушки остались только горстки всё того же пепла. Однако робот продолжает функционировать, как прежде — он объявляет, что пора на работу и в школу, а вечером готовит праздничную индейку и поздравляет всех с наступившим новым 2027 годом.
В разбитое окно, за которым полумрак и идёт снег, влетает белая птица. Робот спрашивает у неё пароль и, не получив ответа, начинает погоню за птицей по дому. Пытаясь убить птицу, он разбивает вещи в комнате, протыкает распятие Христа, разбивает музыкальную шкатулку, играющую гимн США. Наконец, он проламывает стену, при этом повреждает свои окуляры и слепнет.
Птица вылетает в пролом. Робот, несколько раз слепо ударившись о стены, случайно атакует сам себя. Происходит ядерный взрыв. К обломкам дома-бункера подлетает птица. Она случайно двигает иглу на патефоне, начинает играть песня. На уцелевшем экране возникает изображение окна в солнечный день с деревьями вдали. Птица бьётся об него, пытаясь вернуться в прекрасный мир, погубленный людьми.

## Отличия мультфильма от рассказа

Кадр из мультфильма

- В оригинальном рассказе была указана дата: с 4 августа по 5 августа 2026 года. В мультфильме дата изменена: с 31 декабря 2026 года по 1 января 2027 года на Новый год.
- В оригинальном рассказе присутствует множество автоматических систем, не являющихся чем-то бо́льшим, чем механизмы. В мультфильме оставшуюся после людей технику олицетворяет единственный робот со змеевидным телом и головой-щупальцем, управляющий всем домом, который представляется существом, способным к тоске или безумию — он склоняет «голову» на кресло исчезнувшей старой хозяйки, или одержимо разрушает дом, бесполезно преследуя птицу.
- События рассказа происходят через некоторое время после катастрофы: хозяйский пёс, худой и больной, погибает от голода; при этом в доме ещё не закончился запас продуктов, из которых система продолжает готовить завтраки, обеды и ужины и выбрасывать их в мусоропровод, не догадываясь покормить собаку. В мультфильме события происходят на следующий день после катастрофы: робот, командующий подъём, вместо людей вытряхивает с кроватей пепел.
- Катастрофа у Брэдбери была неожиданной, а в мультфильме хозяева готовились к ней — построили дом-крепость и завели защитные костюмы.
- В рассказе дом обычный, хотя и достаточно прочный — выдержал ударную волну ядерного взрыва и не сгорел; в мультфильме это приземистый бункер с толстыми стенами и окнами-бойницами.
- В мультфильме люди погибли в кроватях, в рассказе — во время игры на лужайке перед своим домом: на стене остались их выжженные тени.
- В рассказе система просто не впускает посторонних, а дом уничтожает случайный пожар. В мультфильме сам робот разносит строение, пытаясь убить птицу.

## Стихотворение из финальных титров
Будет ласковый дождь, будет запах земли.
Щебет юрких стрижей от зари до зари,
И ночные рулады лягушек в прудах.
И цветение слив в белопенных садах;
Огнегрудый комочек слетит на забор,
И малиновки трель выткет звонкий узор.
И никто, и никто не вспомянет войну —
Пережито-забыто, ворошить ни к чему.
И ни птица, ни ива слезы не прольёт,
Если сгинет с Земли человеческий род
И весна… и Весна встретит новый рассвет
Не заметив, что нас уже нет.
Сара Тисдейл
В экранизации стихотворение читает Алексей Консовский.

## Награды
- Первая премия по разделу мультфильмов на 18 Всесоюзном кинофестивале (Минск, 1985)[1].
- Главный приз «Золотой голубь» Международного кинофестиваля в Лейпциге (1985).
- Первый приз и приз детского жюри Всесоюзного кинофестиваля в Минске (1985).
- Приз «Серебряный дракон» Международного кинофестиваля в Бильбао (1986)[2].